# Вернигероде
Вернигероде (њем. Wernigerode) град је у њемачкој савезној држави Саксонија-Анхалт. Једно је од 20 општинских средишта округа Харц. Према процјени из 2010. у граду је живјело 35.041 становника. Посједује регионалну шифру (AGS) 15085370, NUTS (DEE09) и LOCODE (DE WGE) код.

## Географски и демографски подаци
Вернигероде се налази у савезној држави Саксонија-Анхалт у округу Харц. Град се налази на надморској висини од 240 метара. Површина општине износи 170,1 km². У самом граду је, према процјени из 2010. године, живјело 35.041 становника. Просјечна густина становништва износи 206 становника/km².

## Међународна сарадња
| Мјесто  | Држава  | Врста сарадње | Од    |
| ------- | ------- | ------------- | ----- |
| Иваново | Русија  | контакт       | 1996. |
| Карпи   | Италија | партнерство   | 1991. |
| Извор   |         |               |       |